# Mizuto Hirota
Mizuto Hirota (japanska: 廣田瑞人?, Hirota Mizuto), född 5 maj 1981 i Nagasaki, är en japansk MMA-utövare som sedan 2015 tävlar i organisationen Ultimate Fighting Championship.